# Pinkeye
Pinkeye is de zevende aflevering van Comedy Centrals animatieserie South Park. Ze was voor het eerst te zien op 29 oktober 1997.

## Plot
Het ruimtestation Mir crasht in het begin van de aflevering al op Kenny (27 seconden na het begin van de aflevering) bij de bushalte op 29 oktober 1997. Hij wordt naar de patholoog-anatoom gebracht waar zijn lichamelijke vloeistoffen worden verwijderd en later worden opgevuld met balsemvloeistof, per ongeluk valt er een fles worcestersaus in de vloeistof waardoor Kenny verandert in een zombie. Hij bijt de lijkschouwer en diens assistent die hierdoor ook in zombies veranderen.
De volgende ochtend verschijnt Kenny gewoon weer bij de bushalte alsof er niets aan de hand is. De jongens, die dachten dat Kenny dood was, zijn verbaasd en vragen waarom hij niet dood is, maar Kenny antwoordt niet. Die dag is er een verkleedwedstrijd op school omdat het morgen Halloween is. De jongens zijn als volgt verkleed:
- Stan als Raggedy Andy (hij is zo verkleed omdat hij met Wendy Testaburger heeft afgesproken dat zij verkleed gaat als Raggedy Ann zodat zij een paar vormen.
- Kyle als Chewbacca uit Star Wars.
- Eric als Adolf Hitler.
- Kenny als zichzelf maar wel met een raar gezicht (Eric schold hem natuurlijk uit omdat hij dacht dat Kenny geen kostuum aanheeft omdat Kenny arm is).

De lijkschouwer en zijn assistent, inmiddels zombie, bezoeken de dokter omdat ze denken dat ze ziek zijn. De dokter zegt echter dat het bindvliesontsteking is. Zij besmetten op hun beurt ook meer en meer mensen door ze te bijten.
De jongens arriveren op school en ontdekken daar dat bijna iedereen als Chewbacca is verkleed, behalve Mr. Garrison die verkleed is als Marilyn Monroe. Ook Wendy is als Chewbacca, waar Stan kwaad over wordt omdat hij nu de hele dag in dat gekke Raggedy Andy-pak moet lopen.
Ondertussen bij Cartman thuis is zijn moeder het huis aan het versieren voor Halloween, ze heeft niet door dat op straat iedereen wordt aangevallen door de zombies.
Terug op school is Kyle ook kwaad omdat iedereen als Chewbacca is gekomen, hij besluit om een ander kostuum te dragen voor de wedstrijd. De directeur en Chef zijn ook al boos vanwege Cartmans kostuum (Adolf Hitler). Hij moet bij de directeur een voorlichtingsvideo over Hitler bekijken, maar dit werkt averechts. Na het kijken wil hij het kostuum koste wat kost aanhouden, maar toch maakt de directeur voor Eric een spookkostuum, waardoor Eric eruitziet als een lid van de Ku Klux Klan. Ondertussen bijt Kenny een jongen uit de klas.
Kyle heeft nu een ander kostuum aan, hij draagt een werkend kostuum van het zonnestelsel, maar Wendy's Chewbacca-kostuum krijgt de eerste prijs (terwijl heel de school is verkleed als Chewbacca) van 2 ton snoep die zij meteen weggeeft aan de arme stervende kinderen in Nairobi. De jury geeft Kenny de tweede plaats voor zijn "Edward James Olmos" kostuum (hij is eigenlijk gewoon een zombie), en Stan de "Het stomste kostuum" prijs voor zijn "stomme clown ding". Wanneer ze gaan appels happen in een bak met water, verdrinkt Clyde (die ook zombie is geworden door Kenny's beet) Bebe, een meisje uit de klas.
Aan de andere kant van South Park gaan de zombies door met aanvallen, maar nog steeds gelooft iedereen dat het bindvliesontsteking is. Wanneer de nacht valt gaan de jongens snoep ophalen bij de mensen zoals men dat doet in de Verenigde Staten, Kyle is nu verkleed als graaf Dracula. Chef komt er eindelijk achter dat het geen bindvliesontsteking is maar dat het echte zombies zijn. Wendy probeert zich te verontschuldigen tegenover Stan omdat zij hem belachelijk had gemaakt, Stan accepteert niet. "Trick or treat with yourself Wendy! I wish you were dead!", ironisch genoeg wordt Wendy later ook een zombie.
Chef gaat naar de dokter om hem ervan te overtuigen dat er toch echt zombies aanwezig zijn in South Park, maar de dokter gelooft Chef niet. Chef gaat opnieuw naar de dokter om hem te waarschuwen, maar de dokter wordt door zombies aangevallen. Chef gaat dan naar het kantoor van de burgemeester om haar ervan te overtuigen dat er zombies zijn, maar zij gelooft hem ook niet. Bovendien heeft ze het veel te druk met een of ander seksspelletje met een in latex gehulde Officier Barbrady.
Wanneer de zombies de hele stad terroriseren, gaan de jongens gewoon door met "Trick-or-Treating". Maar Kenny valt alle mensen aan en probeert hun hersens op te eten. Uiteindelijk mag hij daarom niet meer meedoen. De jongens bellen aan bij Chef voor een treat, maar die haalt hen razendsnel naar binnen en vertelt ze wat er aan de hand is. Samen gaan ze op onderzoek uit.
Bij de lijkschouwer ontdekken de jongens en Chef wat de oorzaak is van de zombies, ze zien de fles worcestersaus liggen maar heel toevallig ligt er ook het seksblad Crack Whore Monthly, met Cartmans moeder op de cover, wat hun aandacht meer trekt. Toch vinden de zombies een weg naar binnen en maken ze een zombie van Chef, die op de melodie van Thriller van Michael Jackson zingt dat hij zelfs doorgaat met vrouwen versieren als zombie. Hierna achtervolgen de zombies de jongens, die de zombies van zich af moeten slaan. Kyle belt dan de worcestersaus hulplijn. Hij krijgt een vrouw aan de lijn die allemaal standaard antwoorden uit het boekje geeft en een overduidelijk Engels accent heeft.
Ze vertelt dat ze niet alle zombies moeten gaan doden maar de oorspronkelijke zombie moeten doden, Kenny dus, om alles weer normaal te krijgen. Wanneer zombie-Wendy op Stan afkomt probeert hij Wendy te doden maar dit lukt hem niet. Daarna zaagt Kyle Kenny snel doormidden met een kettingzaag waarna iedereen weer normaal wordt. Hij zegt na zijn daad: Oh my God, I killed Kenny! You Bastard!
Bij Kenny's graf staat Cartman te huilen samen met Stan en Kyle. Maar al snel zeggen Stan en Kyle dat ze naar Cartmans huis gaan om nog meer vieze foto's van zijn moeder te vinden.
Als iedereen weg is bij Kenny's graf probeert hij weer te herrijzen zodat alles opnieuw zou beginnen, maar dan plotseling uit het niets stort er een standbeeld en dan een vliegtuig op zijn graf.

## Kenny's momenten van sterven
Kenny gaat in totaal drie keer "dood" in deze aflevering:
- Het ruimtestation Mir stort op hem neer (na 27 seconden),
- Doormidden gezaagd door Kyle met een kettingzaag,
- Wanneer hij uit zijn graf probeert te klimmen, valt er eerst een beeld, en dan een vliegtuig boven op zijn graf neer.

## Trivia
- Dit is de eerste aflevering waar het introfilmpje wordt veranderd vanwege de inhoud van de show, de intro heeft nu een Halloweentint.
- De Russen in het ruimtestation spreken geen echt Russisch maar gewoon brabbeltaal.
- Deze aflevering bevat voor het eerst de rare verslaggever: "Dwerg die een bikini draagt" (zo wordt er altijd naar hem verwezen).
- Een "visitor" (alien) kan gezien worden in deze aflevering, hij zit in een glazen pot.
- Zombies van de volgende bekende South Park-personages zijn deze aflevering te zien:
  - Kenny — De originele zombie, hij werd gevuld met worcestersaus waardoor hij veranderde in een zombie.
  - Chef — Chef werd gevangen door de zombies die hem veranderden in een van hen, wanneer de vloek werd opgeheven veranderde hij weer terug naar normaal.
  - Clyde — Clyde veranderde in een zombie toen Kenny hem beet.
  - Wendy — Wendy werd achtergelaten door Stan, daarna vingen de zombies haar en veranderde ook zij in een van hen.
- Deze aflevering is de eerste waarin Cartmans liefde voor Hitler is te zien.

## Kostuums
- Stan: Raggedy Andy
- Cartman: Adolf Hitler, een spook (dat veel weg heeft van een lid van de Ku Klux Klan)
- Kyle: Chewbacca, zonnestelsel, Graaf Dracula
- Kenny: Zombie, "Edward James Olmos" (eigenlijk gewoon een zombie)
- Wendy, Mr. Hat en iedereen uit de derde klas: Chewbacca
- Chef: Evel Knievel, Michael Jackson (in de parodie op Thriller)
- Mr. Garrison: Marilyn Monroe

## Foutjes
- De titel van het magazine Crack Whore verandert even in Naughty Moms wanneer Chef tegen Stan praat. In de volgende scène is de titel weer normaal.
- De Russische vlaggen op de pakken van de kosmonauten in Mir, zijn eigenlijk Nederlands.
- Wanneer Kenny's arm afvalt in de klas is hij de volgende scène toch nog even te zien, daarna is hij er weer gewoon af.
- Wanneer Chef, als zombie, Thriller zingt en iets later het pornoblaadje leest heeft hij een outfit aan die veel lijkt op die van Michael Jackson, echter als hij de kinderen feliciteert dat alles weer terug naar normaal is heeft hij zijn Knievel outfit weer aan.